# Taha Abd ar-Rahman

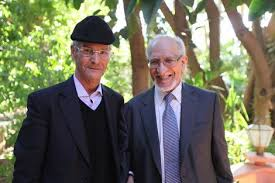
Taha Abd ar-Rahman im Jahr 2016.

Taha Abd ar-Rahman (arabisch طه عبد الرحمن, DMG Ṭāhā ʿAbd ar-Raḥmān; * 1944) ist ein marokkanischer Philosoph und Theologe. Er ist der Präsident des Wisdom Circle for Thinkers and Researchers (منتدى الحكمة للمفكرين والباحثين / Weisheitsforums für Denker und Forscher), Marokko. Er ist Direktor des al-Umma al-Wasat Magazine (مجلة الأمة الوسط) der Internationalen Union muslimischer Gelehrter (الاتحاد العالمي لعلماء المسلمين).

## Leben
Er unterrichtet seit über 30 Jahren Logik an der Mohammed-V.-Universität. Er hat den Marokkanischen Buchpreis zweimal gewonnen und erhielt den ISESCO-Preis für islamische Philosophie im Jahr 2006.
Er war einer der 138 Unterzeichner des offenen Briefes Ein gemeinsames Wort zwischen Uns und Euch (engl. A Common Word Between Us & You), den Persönlichkeiten des Islam an „Führer christlicher Kirchen überall“ (englisch: „Leaders of Christian Churches, everywhere …“) sandten (13. Oktober 2007).